# 巴公房子
巴公房子是一座俄罗斯风格的公寓，建成于1910年，位于今武漢市鄱阳街46-56号。它是汉口第一座多层公寓，由俄国商人巴诺夫出资、俄人设计、广大昌营造厂施工建造。该建筑占地近5000平方米，五层楼高，220个房间。整座公寓分为“大巴公”、“小巴公”，中有三角形天井。外墙为清水红砖，内部采用木地板、木墙裙，有壁炉供暖。

## 历史
“巴公”指的是阜昌茶砖厂老板、俄罗斯贵族巴诺夫。1869年他来到汉口，成为新泰洋行大班。1874年，巴诺夫同其他几个在汉俄国富商开办了阜昌洋行，并被推举为联合经理。1896年开辟汉口俄租界，巴诺夫当上了俄租界市政会议常务董事，之后还担任过俄国驻汉理事。俄租界开辟前巴诺夫就在汉口城堡内买下一块地皮，当时还是荒地，1909年出资15万两白银请广大昌营造厂为他修建了这座公寓式建筑。先竣工的是兰陵路一边的建筑，面积较大，称“大巴公”，黄陂路一边的称为“小巴公”。房屋的设计者一说为景明洋行，另一说为一俄国工程师。民国时期这座房子几经易手，先是卖给比利时人。虽然租金不菲，但还是受到权贵人士的青睐。1918年时以18万两白银转给广东银行。内战结束前夕成为宋子文家族的资产。中华人民共和国共和国成立后巴公房子由江岸区第二房管所接收，之后长期用为普通民居，楼梯腐蚀、栏杆损坏的情况十分普遍。到2005年共有常住居民138户近500人。2002年左右由武汉市房地局维修数次，效果却不甚理想。
2024年12月，在经过翻修后成为酒店。

## 建筑构造
巴公房子为砖混结构建筑，建筑面积4937平方米，两室一厅、三室一厅的房间有220间。
巴公房子的平面为锐角三角形，中部有三角形天井，即为内院。锐角处盖有尖顶厅室，有如僧帽。平面布局为单元式，各单元均设出入口，户内均有卧室、起居室、阳台、卫生间、厨房，颇为紧凑。从立面上看，巴公房子地上4层、地下1层，高约15.8米，三面围合，每面均有建筑出入口。外墙为粘土砖砌筑、清水勾缝，底层勒脚采用青条石，以红色为基调。建筑底层间隔地分布有地下通风口，镶嵌有黑色铁栏杆，地面上有间隔不等的长窗横向排开，顶层窗列上有压檐，檐上有短柱式平台围栏，檐下有嵌入式壁柱。
巴公房子内部为通廊联体，有楼梯贯通上下，外廊连接同层直至拐角，拐角设有内廊穿至建筑另侧。顶层有封闭式楼梯通向平台。平台地面为水泥所铺，设有石质围栏。内部墙面多为砖石砌成，走廊为木结构。